# Chietag Cabołow
Chietag Nikołajewicz Cabołow (ros. Хетаг Николаевич Цаболов; ur. 17 listopada 1991) – rosyjski, a od 2021 roku serbski zapaśnik osetyjskiego pochodzenia, startujący w stylu wolnym. Olimpijczyk z Paryża 2024, gdzie zajął piąte miejsce w kategorii do 74 kg. Złoty medalista mistrzostw świata w 2014, a srebrny w 2017 i 2023 roku. 
Brązowy medalista mistrzostw Europy w 2023. Triumfator igrzysk wojskowych w 2015 i 2019, a także MŚ wojskowych w 2016, 2017 i 2018. Drugi w Pucharze Świata w 2014 i 2016. Mistrz świata juniorów w 2011. Mistrz Rosji w 2014 i 2017; drugi w 2018, 2019 i 2020 roku.